# Nel Noordzij
Pieternella Margaretha (Nel) van Breevoort-Noordzij (Rotterdam, 17 oktober 1923 - Thonon-les-Bains (Frankrijk), 7 september 2003) was een Nederlands schrijfster en dichteres.
Noordzij studeerde pedagogiek en psychologie. Dat is onmiskenbaar te zien in haar werken. De belangrijkste thema's uit haar vrij omvangrijke oeuvre zijn het isolement ten gevolge van lichamelijke of geestelijke trauma's. Zij beschrijft de gevoelens van haar personages inzake liefde en seksualiteit met een grote openhartigheid. Ook in haar poëzie probeert zij het diepste van de menselijke ziel bloot te leggen. Noordzij verbloemt niets en haar taalgebruik is direct.

## Werken (selectie)
- Geen eten (novelle, 1954)
- Bij nader inzien (gedichten, 1954 )
- Om en om (gedichten en verhalen, 1954)
- Met de hand op een boomtak (1955)
- Wachtende mijn hart (gedichten, 1956)
- Nederlandse dichteressen na 1900 (naslagwerk, 1956)
- Het kan me niet schelen (roman, 1956)
- Schrijvers blootshoofds (1956)
- Een minnaar in de handpalm (roman, 1957)
- Variaties op een moederbinding (verhalen, 1958)
- De dichter Rilke als mens (1960)
- De schuldvraag (roman, 1961)
- Leven zonder opperhuid (1962)
- Een etmaal leven (verhalen, 1964)
- Woordenboek van magie, okkultisme en parapsychologie (1975)
- Grafologie als bewustzijnsverruiming (1975)